# オトヒメクラゲ
オトヒメクラゲ（乙姫水母、Octorhopalona saltatrix）は、ヒドロ虫綱花クラゲ目ウラシマクラゲ科オトヒメクラゲ属に属するクラゲ。
ウラシマクラゲ科の他種は触手と放射管を4本ずつ持つが、オトヒメクラゲは8本ずつ持つため容易に区別することができる。傘の直径は1 cmほどで丸く透明、各触手の基部から傘の表面に沿って8列の外傘刺胞列が伸びている。触手は待ち針のような形の刺胞の塊が多数並んでこん棒状になっており、属名の Octorhopalona（「8本のこん棒」の意）はこれに由来する。触手の基部にはそれぞれ眼点を持つ。
以前からウラシマクラゲの中に触手の数が異なる個体が紛れて採取されることがあったが、今回形態観察やDNA分析などを進めた結果ウラシマクラゲ科の新属新種のクラゲであることが判明し、2022年6月に学術雑誌に論文が掲載された。公益財団法人 黒潮生物研究所、新江ノ島水族館、アクアワールド茨城県大洗水族館の共同研究による成果である。この発見にあたっては、従来のウラシマクラゲ科の記相に当てはまらない特徴を有していたためウラシマクラゲ科の記相が変更されている。